# Jim Curran
James Patrick „Jim“ Curran (* 16. August 1958 in Stamford) ist ein ehemaliger US-amerikanischer Skilangläufer.
Curran begann als Alpiner Skirennfahrer und wechselte an der University of Vermont zum Skilanglauf. Bei seiner einzigen Olympiateilnahme 1992 in Albertville belegte er den 56. Platz über 50 km Freistil. Nach seiner Skilanglaufkarriere wurde er Bauunternehmer und Maler in Jackson Hole.